# Río Issa
El río Issa (en ruso: Исса) es un afluente izquierdo del río Velikaya en el óblast de Pskov, Rusia.
El río Issa tiene su origen en el pequeño lago Dedino en el extremo suroeste del óblast de Pskov. Desde allí fluye de forma predominante en dirección norte-noreste hasta que finalmente se encuentra con el río Velikaya, que fluye hacia el norte. Eso ocurre a 178 km por encima de su desembocadura en el lago Peipus.
El Issa tiene una longitud de 174 km y drena una zona de 1580 km². En la cuenca del río Issa hay 200 lagos pequeños. El deshielo contribuye a una parte importante de la escorrentía anual del Issa. 